# Józef Rzóska
Józef Rzóska (ur. 16 marca 1897 w Kamienieńcu, zm. 5 marca 1973 w Poznaniu) – polski ekonomista, działacz społeczny, poseł na Sejm, żołnierz armii niemieckiej i plutonowy Wojska Polskiego II RP, kawaler Orderu Virtuti Militari.

## Życiorys
Urodził się w rodzinie Alberta, nauczyciela, i Marii z domu Borzyszkowskiej. Był starszym bratem Juliana (1900–1984). Uczęszczał do Gimnazjum Marii Magdaleny w Poznaniu. Od 1912 był członkiem drużyny skautowej, a od 1913 należał do drużyny strzeleckiej. Będąc uczniem należał do Towarzystwa Tomasza Zana. W związku z zaangażowaniem w prace Towarzystwa i tajną naukę języka polskiego został relegowany z gimnazjum. Przeniósł się do szkoły w Głogowie gdzie zdobył maturę 16 stycznia 1915. 20 stycznia 1915 został wcielony do armii niemieckiej w której walczył na froncie zachodnim w latach 1915–1918. Był organizatorem i uczestnikiem powstania wielkopolskiego. Uczestnik walk I i III powstania śląskiego oraz plebiscytu na Górnym Śląsku, gdzie nosił pseudonim „Jan Lorch”. Na początku 1920 rozpoczął studia ekonomiczno–polityczne na Uniwersytecie Poznańskim. W 1920 wstąpił też ochotniczo do Wojska Polskiego. Jako kapral został przydzielony do 11 baterii, III dywizjonu 14 pułku artylerii Wkpl. z którym brał udział w wojnie polsko-bolszewickiej. Odznaczył się szczególnie w walkach pod Grodnem, gdzie jako obserwator artyleryjski, pod silnym ogniem naprawiał i rozwijał łączność pomiędzy bateriami 14 pap. Jego działania umożliwiły skuteczny ogień polskiej artylerii wspierającej piechotę. Za ten czyn został odznaczony Krzyżem Srebrnym Orderu Virtuti Militari. 
Wojnę zakończył w Dywizji Ochotniczej. Po zakończeniu walk kontynuował studia ekonomiczno–polityczne na Uniwersytecie Poznańskim (1920–1923) oraz w Danii. W 1925 na podstawie pracy „Niemieckie cła zbożowe” uzyskał stopień doktora. W Poznaniu i Toruniu w latach 1923–1930 pracował w administracji samorządowej i państwowej. Starosta powiatowy od 1930 do 1933 w Chojnicach, a następnie w Poznaniu w latach 1933–1939 pracował w Zakładzie Ubezpieczeń Wzajemnych. Prowadził równocześnie na UP zajęcia z zakresu ubezpieczeń i spółdzielczości, a w Akademii Handlowej od 1938 roku. Poseł na sejm w latach 1930–1935.
W 1939 został wysiedlony do Generalnej Guberni, gdzie działał w Armii Krajowej redagując gazetki i prowadząc tajne nauczanie.
Będąc zastępcą profesora kierował Katedrą Organizacji Przedsiębiorstw od 1945 roku, a trzy lata później w Poznaniu Katedrą Ubezpieczeń Akademii Handlowej. W Sopocie wykładał również w Wyższej Szkole Handlu Morskiego i w Szczecinie w Akademii Handlowej. Od 1951 do 1956 pracował w różnych przedsiębiorstwach. W roku 1951 został represyjnie usunięty z uczelni i prześladowany przez UB. W 1956 roku został reaktywowany jako zastępca profesora i kierował w Poznaniu Katedrą Ubezpieczeń WSE. Na emeryturę przeszedł w roku 1962 z przyczyn politycznych. Jego dziełem było wydanie kilku prac z zakresu polityki ekonomicznej, ubezpieczeń i organizacji przedsiębiorstw.
Zmarł 5 marca 1973 w Poznaniu i został pochowany na cmentarzu Górczyńskim (kwatera IIIL-2-25).

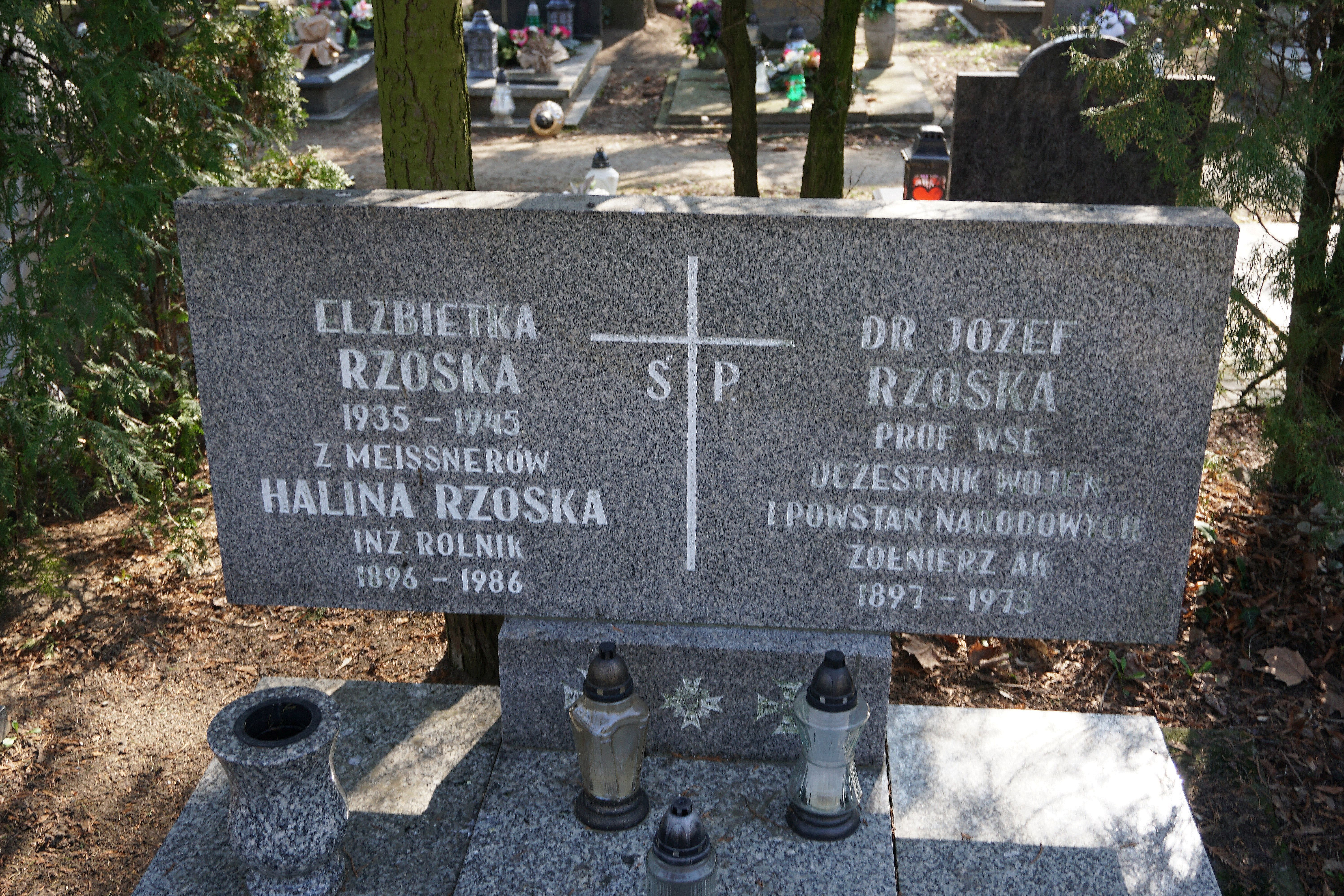
Grób Józefa Rzóski na cmentarzu Górczyńskim

## Życie prywatne
Żonaty z Haliną Meissner, z którą miał trzy córki: Elżbietę (ur. 1935), Magdalenę (ur. 1936) i Katarzynę (ur. 1941).

## Odznaczenia
- Krzyż Srebrny Orderu Virtuti Militari nr 3551[3]